# هربرت كول
هربرت كول (بالإنجليزية: Herbert Kohl) هو كاتب للأطفال وكاتب أمريكي، ولد في 22 أغسطس 1937 في ذا برونكس في الولايات المتحدة.

## وصلات خارجية
- الموقع الرسمي